# Heartbreak High (serie de televisión de 2022)
Heartbreak High (en España Los Rompecorazones y en Hispanoamérica Aprendiendo a vivir) es una serie de televisión dramática australiana de 2022 creada para Netflix, por Hannah Carroll Chapman. Es un reinicio de la serie homónima de 1994 que se proyectó por primera vez en Network Ten.
El programa inició su primera temporada en 2022 con una duración de 8 episodios y buena crítica por los medios especializados debido a la inclusión de temas de sexualidad, drogas y LGBT. Netflix al tiempo confirmó una segunda temporada que se estrenó a inicios del 2024 y a su vez confirmando una tercera entrega.

## Reparto y personajes

### Reparto principal
- Ayesha Madon como Amerie, una chica impetuosa de clase trabajadora que se convierte en una paria en Hartley High.[4]
- James Majoos como Darren, une estudiante sudafricane queer y no binarie que se hace amigue de Amerie.
- Chloé Hayden como Quinni, la mejor amiga de Darren que es autista.[5]
- Asher Yasbincek como Harper, la mejor amiga punk de Amerie, que sufre violencia intrafamiliar.
- Thomas Weatherall como Malakai, un atleta de baloncesto de Bundjalung nuevo en Hartley, que explora su sexualidad.[6]
- Will McDonald como Ca$h, un eshay, traficante de drogas y repartidor de comida, asexual, que se interesa en Darren.
- Josh Heuston como Dusty, un músico bisexual involucrado con Harper y Amerie. (Temporada 1; Invitado en la Temporada 2).
- Gemma Chua-Tran como Sasha, una estudiante lesbiana y no binaria sino-australiana.
- Bryn Chapman-Parish como Spencer "Spider", un estudiante demisexual cómico que tiene problemas de erección.
- Sherry-Lee Watson como Missy, una estudiante indígena australiano involucrada con Sasha y Spider.
- Brodie Townsend como Antoni "Ant", un estudiante afable y de gran corazón.
- Sam Reachner como Rowan Callaghan, un nuevo estudiante bisexual que se interesa en Malakai y en Amerie. (Temporada 2)

### Reparto recurrente
- Chika Ikogwe como Jojo Obah, profesora de Educación Sexual en Hartley High.
- Rachel House como Woodsy, la directora de la escuela woke performativamente en Hartley High.
- Angus Sampson como Timothy Voss, el entrenador de Hartley High con pensamientos machistas (Temporada 2).
- Scott Major como Peter Rivers, el padre de Darren.
- Maggie Dence como Nan, la abuela de Ca$h.
- Ari McCarthy como Jayden, un narcotraficante que mete en problemas a Ca$h.
- Kartanya Maynard como Zoe Clarke, una estudiante que odia a Amerie (Temporada 2).